# Пенсійний фонд України
Пенсійний фонд України — центральний орган виконавчої влади, що здійснює керівництво та управління солідарною системою загальнообов'язкового державного пенсійного забезпечення, проводить збір, накопичення та облік страхових внесків, призначає пенсії та готує документи для їх виплати, забезпечує своєчасне і в повному обсязі фінансування та виплату пенсій, пенсій за особливі заслуги перед Україною, допомоги на поховання, інших соціальних виплат.

## Законодавчий статус
Згідно із законодавством, усі пенсійні виплати здійснюються з коштів Пенсійного фонду України.
Пенсійний фонд здійснює контроль за цільовим використанням коштів, які йдуть на виплати, та вносить у встановленому порядку Міністерству праці та соціальної політики України пропозиції з питань формування державної політики у сфері пенсійного забезпечення та контролює впровадження офіційних законодавчих актів.
Діяльність Пенсійного фонду підпорядкована та координована Кабінетом Міністрів України через Міністра соціальної політики.

## Пенсійна реформа
Проведення пенсійної реформи проходить шляхом поступового запровадження трирівневої пенсійної системи:
- рівень 1 — солідарна система;
- рівень 2 — загальнообов'язкова накопичувальна система;
- рівень 3 — добровільна недержавна система пенсійних заощаджень.

Основні завдання та цілі пенсійної реформи:
- підвищення рівня життя пенсіонерів;
- встановлення залежності розмірів пенсій від величини заробітку і трудового стажу;
- забезпечення фінансової стабільності пенсійної системи;
- заохочення громадян до заощадження коштів на старість;
- створення ефективнішої та дієвішої системи адміністративного управління в пенсійному забезпеченні.

Трирівнева пенсійна система дозволяє розподілити між трьома її складовими ризики, пов'язані зі змінами в демографічній ситуації (до чого чутливіша солідарна система) та з коливаннями в економіці і на ринку капіталів (що більше відчуває накопичувальна система).
Таке розподілення ризиків дозволяє зробити пенсійну систему більш фінансово збалансованою та стійкою, яка убезпечить працівників від зниження загального рівня доходів після виходу на пенсію і є принципово важливим та вигідним для них.

## Хронологія

### 1990-ті
У грудні 1990 року утворено Українське республіканське відділення Пенсійного фонду, а у лютому 1991 року — його регіональні органи.
У грудні 1991 року вперше за той рік пенсії профінансовано саме з коштів Пенсійного фонду, а не з державного бюджету.
У січні 1992 року для державного управління фінансами пенсійного забезпечення в Україні на базі Українського республіканського відділення Пенсійного фонду Союзу РСР створено Пенсійний фонд України з управліннями в автономній Республіці Крим, областях, містах Києві та Севастополі, затверджено Положення про Пенсійний фонд, встановлено тариф відрахувань на соціальне страхування в розмірі 61% від фонду оплати праці. У квітні того ж року тариф відрахувань на соціальне страхування зменшено до розміру 37% від фонду оплати праці. У жовтні того ж року запроваджено адміністративну відповідальність за несплату страхових внесків до Пенсійного фонду.
У липні 1993 року впорядковано базу нарахувань внесків до Пенсійного фонду, запроваджено їх сплату з договорів цивільно-правового характеру. У грудні того ж року з метою створення умов для скорочення терміну обігу коштів, призначених для виплати пенсій, грошової допомоги і поштових переказів, забезпечення своєчасної їх виплати за участю Пенсійного фонду створено Акціонерний поштово-пенсійний банк «Аваль», який має здійснювати розрахункові операції, пов'язані з виплатою пенсій, грошової допомоги і поштових переказів.
01 червня 1994 року затверджено нове Положення про Пенсійний фонд України, утворено районні та міські відділи Пенсійного фонду.
У жовтні 1995 року законодавчо закріплено обов'язкову реєстрацію платників страхових внесків в органах Пенсійного фонду.
У лютому 1996 року запроваджено сплату страхових внесків одночасно з виплатою зарплати. Місяць потому утворено колегії в регіональних управліннях Фонду.
У квітні 1997 року розпочато роботу над законопроєктами щодо пенсійної реформи. 26 червня того ж року ухвалено Закон України «Про збір на обов'язкове державне пенсійне страхування», тариф збору встановлено в розмірі 32% від фонду оплати праці. Кабінет Міністрів України у вересні 1997 року дозволив сільськогосподарським товаровиробником погашати заборгованість із сплати збору на обов'язкове державне пенсійне страхування продукцією власного виробництва.
Указом Президента України від 21 січня 1998 року № 41/1998 запроваджено відповідальність банків за видачу заробітної плати без відрахувань до Пенсійного фонду.
Указом Президента України від 1З квітня 1998 р. № 291/1998 затверджено Основні напрями реформування пенсійного забезпечення в Україні.
З метою вирішення першочергових завдань, пов'язаних із реформуванням системи пенсійного забезпечення, Указом Президента України  передбачено розробку і затвердження комплексу заходів щодо поетапного впровадження протягом 1998—2000 років у Пенсійному фонді, автоматизованого персоніфікованого обліку відомостей у системі обов'язкового державного пенсійного страхування.
Указом Президента України від 04 липня 1998 р. № 734/1998 запроваджено виплату пенсії через установи банків за згодою пенсіонерів. Указ не вступив в дію в зв'язку з ухваленням Закону № 64-XIV від 24 липня 1998. Того ж місяця було введено обмеження на розмір заробітної плати, з якого сплачується збір до Пенсійного фонду.
03 вересня 1998 року утворено спеціалізоване державне підприємство Пенсійного фонду України, що виконує функції з реалізації товарів (послуг), майна, майнових прав, переданих у рахунок збору на обов'язкове державне пенсійне страхування.
У жовтні 1998 року Указом Президента України, а згодом — Законом України «Про збір на обов'язкове державне пенсійне страхування» запроваджено ставки збору до Пенсійного фонду:
- - з операції з купівлі-продажу валют;
  - ювелірних виробів;
  - відчуження автомобілів.

1999 року у Львівській області розпочато експеримент з призначення пенсій органами Пенсійного фонду. В п'яти районах області проведено пілотне впровадження персоніфікованого обліку відомостей в системі обов'язкового державного пенсійного страхування.

### 2000-ні
07 вересня 2000 року погашено заборгованість з фінансування виплати пенсій. У жовтні того ж року завершено впровадження системи персоніфікованого обліку відомостей в системі обов'язкового державного пенсійного страхування в усій Україні.
У січні 2001 року дію експерименту з призначення пенсій органами Пенсійного фонду поширено на АР Крим, Дніпропетровську, Донецьку, Закарпатську, Київську, Львівську, Миколаївську, Полтавську, Харківську, Хмельницьку області та місто Київ. В цих регіонах утворено управління Фонду в районах та містах.
Указом Президента України від 01 березня 2001 року №121/2001 затверджено нове Положення про Пенсійний фонд України. У Запорізькій, Луганській та Львівській областях розпочато експеримент із виконання функцій органами Пенсійного фонду з реєстрації страхувальників, ведення інформаційної системи відомостей про застрахованих осіб, здійснення контролю за повнотою та своєчасністю справляння збору на обов'язкове соціальне страхування на випадок безробіття. У жовтні того ж року проголошено Послання Президента України до Верховної Ради України і Кабінету Міністрів України «Про основні напрями реформування системи пенсійного забезпечення населення України». Місяць потому Верховна Рада України в першому читанні ухвалила проєкти законів «Про загальнообов'язкове державне пенсійне страхування» та «Про недержавне пенсійне забезпечення».
З 01 січня 2002 року на всій території України призначення пенсій і оформлення документів для їхньої виплати здійснюються органами Пенсійного фонду.
З 2002 року один раз на місяць для громадян України друкується загальнодержавне інформаційно-аналітичне видання «Вісник Пенсійного фонду України». А вже з 2003 року українці мають можливість гортати сторінки тижневика Пенсійного фонду «Пенсійний кур’єр». Це офіційні видання Пенсійного фонду.
З 01 липня 2002 року призначення пенсій здійснюється з врахуванням даних персоніфікованого обліку відомостей у системі загальнообов'язкового державного пенсійного страхування. Утворено Головні управління Пенсійного фонду в АР Крим, областях, містах Києві та Севастополі.
З вересня 2002 року провадиться експеримент з використанням даних персоніфікованого обліку відомостей у системі загальнообов'язкового державного пенсійного страхування для призначення страхових виплат, державної допомоги сім'ям з дітьми, державної соціальної допомоги малозабезпеченим сім'ям та житлових субсидій у Гуляйпільському та Пологівському районах Запорізької області, у містах Свердловську і Сєверодонецьку Луганської області, у Сокальському та Жидачівському районах Львівської області.
24 червня 2003 року Кабінет Міністрів України ухвалив Постанову за № 960 «Про правління Пенсійного фонду». 09 липня того ж року Верховна Рада України ухвалила Закон України «Про загальнообов'язкове державне пенсійне страхування». У липні-грудні проводилися підготовчі заходи до впровадження цього Закону.
У листопаді 2003 року базі Спеціалізованого державного підприємства Пенсійного фонду України утворено Навчально-методичний центр. Укладено Угоду про співпрацю між Пенсійним фондом України та Федерацією професійних спілок України.
01 січня 2004 року Закон України «Про загальнообов'язкове державне пенсійне страхування» набув чинності. Здійснено перерахунки пенсій відповідно до нового пенсійного законодавства. Укладено Угоду про співпрацю між Пенсійним фондом України та Федерацією роботодавців України.
31 березня того ж року Кабінет Міністрів України ухвалив Постанову за № 418 «Про членів правління Пенсійного фонду». Розпорядженням Кабінету Міністрів України від 13 липня за № 479-р затверджено план заходів щодо створення накопичувальної системи загальнообов'язкового державного пенсійного страхування на 2004—2007 роки.
18 вересня Кабінет Міністрів України ухвалив Постанову за № 1215 «Про підвищення рівня пенсійного забезпечення громадян», якою передбачено, що починаючи з 01 вересня 2004 р. відповідно до отримуваних пенсіонерами розмірів пенсійних виплат, якщо їх щомісячний розмір з урахуванням надбавок, підвищень, додаткових пенсій, цільової грошової допомоги, пенсій за особливі заслуги перед Україною, сум індексації та інших доплат до пенсій не досягає прожиткового мінімуму, встановленого на 2004 рік для осіб, які втратили працездатність, встановлюється щомісячна державна адресна допомога до пенсії (дотація), розмір якої визначається в сумі, що не вистачає до зазначеного прожиткового мінімуму. Особам, які отримують соціальні пенсії за віком, зазначена допомога не здійснюється, а особам, пенсії яким призначені за наявності страхового стажу менше тривалості, передбаченої для призначення мінімального розміру пенсії за віком (відповідно, для чоловіків — 25, жінок — 20 років), та пенсії по інвалідності ІІІ групи, розмір допомоги не може перевищувати 152 грн.
01 січня 2005 року набув чинності Закон України від 23.12.2004 № 2291-IV «Про внесення змін до Закону України "Про загальнообов'язкове державне пенсійне страхування"», відповідно до якого мінімальний розмір пенсії за віком за наявності у чоловіків 25, а у жінок — 20 років страхового стажу встановлюється у розмірі прожиткового мінімуму для осіб, які втратили працездатність, а за кожен повний рік страхового стажу понад 25 років чоловікам і 20 років жінкам пенсія за віком збільшується на відсоток мінімального розміру пенсії за віком. Враховуючи норми Закону України від 19.10.2004 № 2089-IV «Про затвердження прожиткового мінімуму на 2005 рік» цей показник встановлено на рівні 332 грн.
Указом Президента України від 20 квітня 2005 р. № 679 «Питання Міністерства праці та соціальної політики України» запроваджено спрямування і координацію Міністром праці та соціальної політики діяльності Пенсійного фонду.
Відповідно до постанови Кабінету Міністрів України від 14 вересня 2005 р. № 909 з метою створення належних умов для впровадження накопичувальної системи загальнообов'язкового державного пенсійного страхування у Сокальському та Жидачівському районах Львівської області був проведений експеримент із створення автоматизованої системи Накопичувального фонду загальнообов'язкового державного пенсійного страхування.
Розпорядженням Кабінету Міністрів України від 15 грудня 2005 р. № 525-р схвалено Стратегію розвитку пенсійної системи, метою якої є визначення перспективи подальшого розвитку та реформування пенсійної системи, спрямованої на забезпечення фінансової стабільності пенсійної системи, посилення дії страхових принципів у солідарній системі, запровадження накопичувальної системи пенсійного страхування та подальший розвиток недержавного пенсійного забезпечення.
2006 рік, листопад. Відповідно до постанови Кабінету Міністрів України від 02 листопада2006 р. № 1522 органам Пенсійного фонду України передано функції з призначення та виплати пенсій від Міноборони, МВС, МНС, СБУ, ДПА, Державного департаменту з питань виконання покарань та інших органів, що здійснюють призначення пенсій згідно із Законом України «Про пенсійне забезпечення осіб, звільнених з військової служби, та деяких інших осіб».
Законом України від 19 грудня 2006 року № 489-V «Про Державний бюджет України на 2007 рік» передбачено передачу органам Пенсійного фонду України функцій призначення і виплати військових пенсій та щомісячного довічного грошового утримання суддям у відставці.
Постановою Кабінету Міністрів України від 24 жовтня 2007 р. № 1261 затверджено Положення про Пенсійний фонд України.
У січні 2008 року проведено перерахунки пенсій, призначених згідно із Законом України «Про загальнообов'язкове державне пенсійне страхування» із застосуванням показників середньої заробітної плати працівників, зайнятих у галузях економіки України за 2002—2005 рр., із урахуванням показника середньої заробітної плати працівників, зайнятих в галузях економіки України, за 2006 рік, що застосовується для обчислення пенсій (928,81 грн.) та у зв'язку із зміною визначення оцінки одного року страхового стажу в солідарній системі на 1,2%.
Мінімальна пенсійна виплата для всіх категорій пенсіонерів встановлена у квітні 2008 року на рівні прожиткового мінімуму для осіб, що втратили працездатність. У жовтні того ж року проведено перерахунки пенсій у зв'язку із зміною визначення оцінки одного року страхового стажу в солідарній системі на 1,35%.

### 2010-ті
У жовтні 2017 року Верховна Рада України схвалила пенсійну реформу: урядовий законопроєкт № 6614 «Про внесення змін до деяких законодавчих актів України щодо підвищення пенсій» був прийнятий у другому читанні.
У 2018 році пенсійний фонд прогнозував зростання надходжень від єдиного соціального внескуна 35% — до 213,463 млрд грн.

### 2020-ті
За 12 місяців 2024 року до Пенсійного фонду України надійшло 497,7 млрд грн від єдиного соціального внеску, з яких 53,4 млрд грн – у грудні.
Загалом власні доходи Пенсійного фонду (частина соціального внеску + інші платежі) за минулий рік становили 530 млрд грн, що на 68,7 млрд грн більше, ніж за 2023 рік. Крім того, з державного бюджету на фінансування пенсійних виплат протягом року було перераховано 250,4 ;млрд грн (-0,4 млрд грн до показників 2023 року).
На виплату житлових субсидій та пільг до Пенсійного фонду за вказаний період надійшло 39,7 млрд грн, на виплати за програмою загальнодержавного соціального страхування – 36 млрд грн.
Постановою Кабінету Міністрів України від 03 січня 2025 р. за № 1 визначено порядок виплати пенсій деяким категоріям осіб в 2025 році у період воєнного стану.

## Проблеми в діяльності

### Результати аудиту 2024 року
В 2024 році Рахункова палата провела перший в історії масштабний аудит Пенсійного фонду України за міжнародними стандартами. За його результатами було виявлено як позитивні моменти у роботі відомства, так і суттєві системні проблеми. Період аудиту охопив час з 2022 року до кінця І кварталу 2024 року, з окремих питань роботу Пенсійного фонду вивчали за більш тривалий період.
За результатами аудиту Рахунковою палатою в діяльності Пенсійного фонду виявлено низку проблем, зокрема:
- заборгованість фонду за виконання судових рішень, погасити які немає жодних джерел, і станом на 01 липня 2024 року заборгованість Пенсійного фонду з цього питання склала 73 млрд грн, що дорівнює 10% бюджету Пенсійного фонду на 2024 рік;
- ідентифікація осіб на тимчасово окупованих територіях України: 800 тис. громадян не проходили фізичну ідентифікацію протягом 2,5 років, разом з тим у 2024 році Пенсійний фонд витратив 7,7% свого бюджету на виплату пенсій цим особам;
- існуючі прогалини в законодавстві стосовно пенсій для людей з інвалідністю, військових пенсіонерів та осіб, які проживають у зонах радіоактивного забруднення чи гірських місцевостях створили додаткове навантаження на Пенсійний фонд у сумі понад 70 млрд грн;
- масова реєстрація пенсіонерів (від 6 до 30 осіб) за однією адресою в зонах радіоактивного забруднення або гірських місцевостях для отримання підвищених виплат, саме тому у 2022–2023 роках рішення судів на користь таких пенсіонерів обійшлися ПФУ у 66,5 млрд грн.

## Критика
ПФУ практикує незаконне зупинення виплат пенсій внутрішньо переміщеним особам в Україні/ При цьому він ігнорує 90% судових рішень за виплатами переселенцям На думку адвокатки Інни Банах, Пенсійний фонд «поводиться не як державний орган, а як ворог країни».